# Erin Cafaro
Erin Cafaro (ur. 9 czerwca 1983 w Modesto) – amerykańska wioślarka.

## Osiągnięcia
- Mistrzostwa Świata Juniorów – Banyoles 2004 – czwórka bez sternika – 5. miejsce[1].
- Mistrzostwa Świata Juniorów – Brandenburg 2005 – ósemka – 2. miejsce[1].
- Mistrzostwa Świata Juniorów – Brandenburg 2005 – dwójka bez sternika – 1. miejsce[1].
- Mistrzostwa Świata Juniorów – Amsterdam 2006 – dwójka bez sternika – 3. miejsce[1].
- Mistrzostwa Świata – Eton 2006 – czwórka bez sternika – 3. miejsce[1].
- Mistrzostwa Świata U-23 – Glasgow 2007 – dwójka bez sternika – 2. miejsce[1].
- Mistrzostwa Europy – Poznań 2007 – dwójka bez sternika – 3. miejsce[1].
- Mistrzostwa Świata – Monachium 2007 – czwórka bez sternika – 1. miejsce[1].
- Igrzyska Olimpijskie – Pekin 2008 – ósemka – 1. miejsce[1].
- Puchar Świata 2008:
  - I etap: Monachium – dwójka bez sternika – 11. miejsce[1].
- Światowe Regaty U-23 – Brandenburg 2008 – dwójka bez sternika – 1. miejsce[1].
- Puchar Świata 2009:
  - II etap: Monachium – dwójka bez sternika – brak[1][2].
  - II etap: Monachium – ósemka – 3. miejsce[1].
  - III etap: Lucerna – ósemka – 1. miejsce[1].
- Mistrzostwa Świata – Poznań 2009 – dwójka bez sternika – 1. miejsce[1].
- Mistrzostwa Świata – Poznań 2009 – ósemka – 1. miejsce[1].
- Igrzyska Olimpijskie – Londyn 2012 – ósemka – 1. miejsce